# In presenza del nemico (romanzo giallo)
In presenza del nemico (In the Presence of the Enemy), è un romanzo della scrittrice statunitense Elizabeth George, pubblicato nel 1996.
Si tratta dell'ottavo libro dedicato dall'autrice alle indagini dell'ispettore Thomas Lynley, coadiuvato dal sergente Barbara Havers.
Tradotto in almeno tredici lingue,  in italiano è apparso nel 1997, pubblicato da Longanesi.

## Trama
Dennis Luxford è direttore di un importante giornale scandalistico. Un giorno riceve un biglietto anonimo, in cui si minaccia di morte una bambina di dieci anni, Charlotte Bowen, se lui non farà un pubblico atto di riconoscimento del suo primogenito. Poiché la bimba è figlia naturale di Luxford, nata prima che egli si formasse un'altra famiglia, ed inoltre è figlia illegittima di una viceministro del partito conservatore, Luxford sa che madre e figlia sarebbero gravemente danneggiate dalla pubblicazione della faccenda. Si rivolge perciò, grazie a una conoscenza, a Simon St. James per consiglio e aiuto.
Simon non vorrebbe occuparsi del caso, ritenendo che sia compito della polizia, ma, una volta contattata la madre di Charlotte e constatato che la piccola è veramente scomparsa, si fa coinvolgere insieme a Deborah e Helen. Tutti sono colpiti dall'atteggiamento della madre, Evelyn Bowen, che insiste nell'attribuire ogni colpa a Luxford e si ostina a bloccare una regolare indagine. I tre setacciano il quartiere dove vivono le Bowen senza risultati; infine rinunciano, dopo che a Luxford è recapitato un piccolo registratore con un messaggio inciso da Charlotte, con la richiesta di aiuto ai genitori. Ma l'intransigenza della madre, disapprovata persino dal marito e patrigno di Charlie, non viene scalfita e lei riversa su Luxford ogni accusa e sospetto. Dopo altri due giorni, la bambina è trovata affogata in un corso d'acqua del Wiltshire.
A questo punto il caso esplode: se ne occupa Scotland Yard e Lynley, con il sergente Havers,sono incaricati della difficile indagine. Avvertiti che, al posto di una denuncia, i parenti di Charlotte si erano rivolti a St. James, i due entrano in contrasto perché Lynley è furioso con l'amico e le due donne e, nonostante i saggi consigli di Barbara, si precipita a casa St. James per fare una scenata. Il comportamento di Lynley è offensivo e molto ingiusto verso Simon, Helen e soprattutto Deborah ma, proprio per questo, gli sono offerte spiegazioni, prove e analisi e quindi è messo alla porta.
Le indagini a questo punto sono suddivise in due parti: Lynley indaga a Londra e Barbara è inviata nel Wiltshire. La polizia locale annovera il sergente Stanley che non sopporta l'essere subordinato a una donna di Scotland Yard. Ma Barbara è assai ben accolta dal più giovane agente, Robin Payne, che la porta persino nel bed and breakfast gestito dalla madre. Robin si rivela un segugio di prim'ordine, finendo con lo scoprire il luogo dove è stata tenuta prigioniera Charlotte: un mulino isolato e in rovina.
A Londra invece le indagini non aggiungono elementi a quelli già scoperti da St. James, anzi, viene rapito anche il figlio di Luxford, Leo, con richiesta e minaccia identiche a quanto scritto per Charlotte. Nel Wiltshire, in prossimità della zona in cui è stata trovata la piccola, si trova la scuola di Baverstock, a suo tempo frequentata da Luxford, che conosce benissimo tutto il circondario e aveva fatto una visita pochi mesi prima per iscrivere il figlio. L'iscrizione era divenuta una grave fonte di tensione per la famiglia Luxford, dato che il ragazzino, di soli otto anni, non voleva partire. Ma la coincidenza di tanti eventi non fa che addensare su Luxford i peggiori sospetti, attaccato senza tregua da Evelyn che, anziché cedere al dolore di aver perso l'unica figlia, si incaponisce nelle accuse di bluff, aggravate da quelle di assassinio.
Luxford è pieno di nemici, sia per le sue pubblicazioni, sia per aver scalzato al giornale colleghi che lo vorrebbero rimosso. Allo stesso modo Evelyn Bowen è molto odiata all'interno del suo partito, sempre per ragioni di scalata al potere. Da lei non giungerà mai il consenso a pubblicare la storia della paternità di Charlotte, tenuta accuratamente nascosta per tanti anni. Ora però, di fronte al pericolo per il figlio, alla sofferenza della moglie Fiona, egli decide che deve cercare con ogni mezzo la salvezza per il piccolo Leo, e, scritta la sua confessione, la dà alle stampe. La risposta del rapitore è un altro messaggio registrato in cui Leo dice che quella non è la storia esatta e chiede aiuto in modo straziante.
Di fronte all'evidenza dell'insuccesso, Lynley riesamina ogni particolare del caso e torna pentito da St. James; entrambi consultano Luxford sulla possibilittà che abbia avuto altri figli, ma l'uomo non è al corrente di altre paternità ed è doppiamente disperato, per Leo, figlio amatissimo, per Charlotte, verso la quale mai ha potuto esprimere un sentimento, salvo metterle da parte un gruzzolo, rimasto ignoto persino alla madre. E nel frattempo, dal Wiltshire arrivano prove su prove, scoperte da Payne, quali il ritrovamento degli abiti di Charlotte, comprati per caso da un ragazzo a una festa parrocchiale. Il sergente Havers sembra avere molta fortuna e il sergente Stanley è sempre più schifato dal corso preso dagli eventi.
D'improvviso però giunge da Londra una telefonata per Barbara: c'è una prova che il bello e intelligente Payne sia l'autore dei biglietti anonimi dei due rapimenti; la donna è avvertita di aspettare rinforzi e non dare nell'occhio. Barbara finge una forte stanchezza e si corica, scoraggiando le avances di Payne che vuole farle credere di essere innamorato di lei e pronto a lasciare la sua ragazza. Poco dopo, sente il giovane uscire di casa e mettersi in auto. I rinforzi non sono ancora giunti e Barbara sa che è una follia seguire Payne, ma riesce a raggiungerlo in un rudere della zona. Qui trova Leo e si fa sotto per liberarlo. Ne segue uno scontro all'ultimo colpo, in cui Barbara ha la peggio ed è sopraffatta da Payne, non prima di avere scoperto perché egli sia divenuto rapitore ed assassino di bimbi innocenti.
La madre di Payne, ingravidata sedicenne da un ignoto allievo della scuola di Baverstock, aveva concepito il figlio e in seguito non era mai riuscita a dirgli che era stata con vari ragazzi. Per caso aveva fatto il nome di Luxford, pensando di quietare le domande di Robin e non rendendosi conto che Luxford era semplicemente troppo giovane per essere stato suo partner sessuale. Robin era convinto di essere il primogenito del giornalista: manipolando la sua ragazza, direttrice della banca locale, avevascoperto il conto che Luxford aveva intestato a Charlotte per il suo futuro e si era convinto di essere figlio di un incosciente che lasciava per il mondo donne gravide. Da qui gli atti criminali sui due bimbi.
Quando Lynley arriva per soccorrere Barbara, trova lo stupido ostruzionismo del sergente Stanley, quindi la casa vuota, a parte la madre di Robin che dorme drogata. Convinto che il peggio sia accaduto, rimane sbalordito nel vedere sopraggiungere l'auto di Barbara con a bordo la donna, coperta di ferite, e Leo, molto sporco ma incolume. Il merito del salvataggio è tutto suo: mentre Barbara e Robin lottavano, lui è riuscito a impadronirsi di un cric (che la donna aveva usato come arma, ma poi perduto a terra) e lo ha sbattuto con forza e ripetutamente sulla testa del giovane agente criminale. Tramortito, aspettava rinchiuso nella triste prigione che aveva destinato a Leo.

## Epilogo
A condannare Payne sono le note da lui scritte su una foto del cadavere di Charlotte appena ripescato: se n'è accorto Simon, quando ha rivisto ogni documento del caso. Evelyn è costretta dal potere maschilista alle dimissioni per lo scandalo di tanti anni prima e perderà ogni carica nel partito. Inoltre, a causa della sua durezza, perde anche il marito Alex, sinceramente affezionato a Charlie e inorridito dall'egocentrismo della moglie. Invece i Luxford si riuniscono felici e il padre è fiero del suo bambino, che del resto sperava tanto nell'approvazione paterna.

## Personaggi
- Thomas Lynley, sempre più ossessionato dall'amore per Helen, conduce l'indagine con un errore iniziale, ma poi si comporta magnificamente.
- Barbara Havers, con la sicurezza per il benessere della madre, ricoverata in una piccola struttura a carattere familiare, si dedica con l'immancabile zelo alle indagini e per la prima volta ha una responsabilità specifica, venendo distaccata in campagna, dove si scontra con il sergente Stanley.
- Winston Nkata, agente di origine giamaicana; affianca Lynley e dimostra intuito e grande duttilità, determinanti per l'indagine.
- Simon St. James, coinvolto a titolo privato all'inizio dell'indagine, vorrebbe avvertire le autorità, ma gli viene impedito. La cosa susciterà l'indignazione di Lynley, ma il contributo di Simon non si può accantonare.
- Deborah St. James, affianca il marito ed Helen nella prima parte degli eventi, quando tutto è ignoto alle forze dell'ordine. Nonostante i contrasti con Lynley, darà il suo appoggio anche in seguito.
- Lady Helen Clyde, si trova nelle stesse condizioni di Deborah e Simon.
- Dennis Luxford, quarantasei anni, direttore del giornale scandalistico e laburista Source,  ha una brillante carriera, basata sulla ricerca dello scoop ad ogni costo.
- Fiona e Leo, moglie e figlio (otto anni) di Luxford. Famiglia felice, unico motivo di dissapore è la volontà di Leo, assecondata dalla madre, di rifiutare la scuola privata proposta dal padre.
- Evelyn (Eve) Bowen, viceministro conservatore, invisa agli avversari, quanto ai colleghi di partito. Già madre nubile e giornalista, ha sacrificato ogni cosa per fare carriera politica.
- Charlotte detta Lottie o Charlie, dieci anni, figlia di Eve. Bambina difficile e trasgressivo-oppositiva, è oppressa da un'educazione fondata sull'impegno continuo e con pochissimo tempo libero.
- Alexandre Stone, chef e imprenditore, marito di Eve. Affezionato a Charlotte, non approva il comportamento della moglie verso la bambina.
- Signora Maguire, governante di Charlotte, fervente cattolica.
- Damien Chambers, musicista irlandese, insegnante di musica di Charlotte.
- Sergente Stanley, capo della polizia di una località del Wiltshire, dove si svolge parte dell'indagine; maschilista e insofferente della presenza di Barbara Havers.
- Agente Robin Payne, ventinovenne, appena uscito dall'accademia di Polizia, sembra un promettente poliziotto e persino un innamorato per Barbara, che conduce come ospite in casa della madre.
- Corinne Payne, madre asmatica e possessiva di Robin Payne.
- Sam Corey, attempato futuro sposo di Corinne.
- Celia Matheson, figlia del parroco e direttore di banca; la si vuole ad ogni costo sposare con Robin.

## Edizioni in italiano
- Elizabeth George, In presenza del nemico: romanzo, traduzione di Maria Cristina Pietri, Longanesi, Milano 1997
- Elizabeth George, In presenza del nemico, Euroclub, Bergamo 1997
- Elizabeth George, In presenza del nemico: romanzo, traduzione di Maria Cristina Pietri, TEA, Milano 1999
- Elizabeth George, In presenza del nemico, Superpocket, Milano 2002
- Elizabeth George, In presenza del nemico, Maria Cristina Pietri, Teadue, Milano 2009

## Opere derivate
Il romanzo ha ispirato l'omonimo episodio, secondo della seconda stagione, della serie televisiva The Inspector Lynley Mysteries, andata in onda il 17 marzo 2003.